# 玉置浩二
玉置 浩二（たまき こうじ、1958年9月13日 - ）は、日本のシンガーソングライター、俳優。ロックバンド安全地帯のボーカリスト。北海道旭川市出身。北海道旭川農業高等学校中退。妻はタレント、女優の青田典子。実兄は安全地帯で初代ドラマーを務めた玉置一芳。

## 来歴

### 生い立ち
北海道旭川市に出生。祖母が民謡教室で講師を務めていたこともあり、2歳から民謡を歌っていた。その後、歌謡曲やグループ・サウンズに傾倒し、人前にてその歌唱を披露していた。
旭川市立神居中学校入学。野球部に入部した。
中学2年時に転入生の武沢豊と同級生となり、1973年に、武沢と2人ロックバンド『安全地帯』結成。（当時のグループ名は「インベーダー」）また中学校の生徒会長を務めた。
1974年、旭川市立神居中学校卒業。北海道旭川農業高等学校に入学するが、プロの音楽家を志し、直ぐに退学。廃屋を買い取りスタジオへ改装、安全地帯のメンバーと共同生活を開始した。

### 『安全地帯』としてメジャー・デビュー
全国ツアー用のバックバンドを探していた井上陽水が、金子章平の仲介により旭川の安全地帯の合宿所を訪問、そこでセッション後、正式にバックバンドとして採用される。当の陽水は、安全地帯に対して特別魅力を感じなかったが、金子の推薦もあり決めた。
1981年、井上陽水のバックバンドとして上京し、1983年まで陽水の全国ツアーに帯同。一方で、1982年2月25日に、Kitty Recordsより「萠黄色のスナップ」でメジャー・デビュー。
1983年に、同郷の一般女性と結婚。1985年に石原真理子との交際が発覚し、1986年に離婚。1983年に、シングル「ワインレッドの心」がヒット。その後、1984年から1987年にかけスマッシュヒットを連発、安全地帯は1980年代を代表するバンドとなる。
1986年、映画『プルシアンブルーの肖像』で俳優デビュー。

### ソロデビュー〜『安全地帯』活動休止
1987年に、安全地帯の活動と並行してソロ作品の制作の為、ロンドン・ロサンゼルスへ渡る。同年7月にシングル「All I Do」でソロ・デビュー。8月に同名のソロ・アルバムもリリース。
1988年秋に安全地帯としての活動を一時休止。
1989年はソロとしてシングル4枚をリリース。同時に積極的に俳優業もこなすようになる。
1990年に、安全地帯の活動を再開。
1991年に、シングル「胸の振子」の作曲を機に交際していた薬師丸ひろ子と再婚。ハワイにて挙式。
1993年に、安全地帯の活動を再度休止。この時期は心身共に極度に疲弊しており、精神科病棟への入院、故郷である旭川にて療養生活を過ごすこととなる。以後はソロ活動に専念する形になり、Sony Recordsに移籍し、須藤晃をプロデューサーに迎える。同年に、チャリティーグループ『USED TO BE A CHILD』に参加。
1994年、国連UNESCOの呼びかけによる『THE GREAT MUSIC EXPERIENCE '94 〜21世紀への音楽遺産をめざして〜 AONIYOSHI』に参加。
1996年、大河ドラマ「秀吉」（NHK総合）に足利義昭役で出演。また、自らが出演したテレビドラマ『コーチ』（フジテレビ）の主題歌で11thシングル「田園」が大ヒットし、同年末の第47回NHK紅白歌合戦（NHK総合・ラジオ第1）へソロで初出場を果たす。バックバンドには、同じ白組で出場し、当時玉置と同じSony Recordsに所属していたTOKIOを据え、59.9%の歌手別最高視聴率を記録。放送後に売上を伸ばし、結果的にグループ・ソロ通じて最大のヒット92万枚を記録した。TOKIOへは2010年に楽曲提供している。
1998年、薬師丸と離婚。離婚後、以前レコーディングのために訪れた際に大変気に入った軽井沢町へ移住。レコード会社をファンハウスへ移籍。
1999年に、ツアーバンドの一員で、かねてより交際していたキーボーディストの安藤さと子と再婚。また、軽井沢にスタジオ併設のログハウスを建築し、以後はそこに居を構える。

### ソロデビュー〜『安全地帯』再結成
2002年、レコード会社をファンハウスからSony Recordsに戻し、約10年ぶりに安全地帯の活動を再開。本年と翌2003年にアルバムを連続リリースし、全国ツアーを敢行するが、2003年を以て再び安全地帯の活動を休止する。
2004年、個人事務所・アンクルオニオンを設立し、再びソロ活動に専念する。
2005年に、テレビドラマ『あいのうた』（日本テレビ）にて、8年ぶりとなるドラマ出演。
2007年12月1日、安藤と離婚。離婚を機に軽井沢を離れる。『惑星』ツアーの終了後、2008年から病気療養（急性膵炎）のため、長期間の活動の休止を発表。同時に公式ファンクラブも解散となった。
以後、2010年まで表舞台からは姿を消す形となった。

### 石原真理子との交際・破局〜『安全地帯』活動再開〜青田典子と結婚
1985年に女優の石原真理子との交際が発覚。当時、石原が記者会見を行い事実を認めたが、その後、1986年9月頃に破局したと報じられた（同時期に玉置も当時の妻と離婚）。
急性膵炎により長期療養中の玉置だったが、2009年2月25日、日刊スポーツ誌面に石原と23年ぶりに復縁したという記事が掲載され、翌26日には婚姻届を提出した、と報道された（後に、玉置と石原は揃って会見を行い、交際の事実を認めた）。しかし、その半年後の9月4日、破局していたことが報じられ、2月に提出したとされた婚姻届は、石原が2003年に結婚した白人男性と正式に離婚が成立していなかった（婚姻継続状態）ため、不受理であったことも併せて報じられた。石原との破局後、東京に戻った玉置は安全地帯のメンバーへ自ら連絡、再度メンバーが集結。合宿スタイルでのレコーディングをスタートさせ、新アルバムの制作に入る。
12月25日、古巣レコード会社への復帰（前・キティレコード→現ユニバーサルミュージック内USMジャパンに組織変更）が発表され、安全地帯活動再開第1弾シングルとして、「蒼いバラ」のショート・ミュージック・ビデオが公開される。
2010年1月8日、6年ぶりに安全地帯の活動再開を発表。アルバム『安全地帯XI ☆Starts☆「またね…。』発表後、全国ツアーを開始。7月16日、タレントで女優の青田典子と再婚。

### 2010年代以降
2012年7月1日、ソニー・ミュージックへ3回目の移籍。自主レーベル「SALTMODERATE」発足。バンド・ソロとして作品を順次発表。
2013年10月から12月に放送されたドラマ『東京バンドワゴン』（日本テレビ）にて、8年ぶりとなる連続ドラマ出演。亀梨和也との共同ユニット「堀田家BAND」名義で発売した主題歌「サヨナラ☆ありがとう」が玉置にとって「悲しみにさよなら」（1985年）以来28年ぶりとなるオリコンウィークリーシングルチャート1位を獲得。
この頃から他の歌手とのコラボに対して積極的になり、2013年夏頃から始まった德永英明のコンサートツアー本編に飛び入り参加し、德永の楽曲「いかないで」のデュエットを披露している（一部公演）。德永のライブ・アルバム『STATEMENT TOUR FINAL at NAGOYA CENTURY HALL』で拝聴可能。
2014年12月に、自身初となるカバー・アルバム『群像の星 〜GREAT STARS〜』をリリース。
2015年2月、NHK BSプレミアムにて初の冠番組となる『玉置浩二ショー』の放送開始。
2016年、憩室炎のため緊急入院し、約1カ月間の休養。5月に予定されていた5公演を中止。5月20日に退院。6月2日に活動再開し、病気の原因の一つが飲酒であることから「一生禁酒」を宣言。
2017年、安全地帯デビュー35周年とソロデビュー30周年を迎えるに当たりグループ･ソロの両方で初となるオールタイム･ベストアルバム『ALL TIME BEST』のリリースと全国ツアー「ALL TIME BEST「30」〜30th Anniversary Tour 2017〜」、ならびにビルボードクラシックス公演「KOJI TAMAKI PREMIUM SYMPHONIC CONCERT 2017-THE GRAND RENAISSANCE-」の開催を発表。
5月25日にはNHK総合『SONGS』に安全地帯として2年ぶりに出演。同番組内で井上陽水とのセッションも披露した。
オールタイム･ベストアルバム『ALL TIME BEST』発売当日の5月31日には安全地帯として4年振りとなるツアー（日本武道館2daysならびに香港公演）の開催を発表。
2020年12月23日に、6年ぶりの新譜で3作目のセルフカバー・アルバム『Chocolate cosmos』がリリースされた。
12月31日、第71回NHK紅白歌合戦（NHK総合・ラジオ第1）に特別企画枠で24年ぶりに出場し、オーケストラとのコラボにて「田園」を披露した。

## 人物

### 音楽家としての評価・交友関係・影響
- 作曲・作詞・楽器演奏（主にギター。楽曲によってはベース、パーカッション、ドラムス、キーボード）など、マルチプレイヤーとしても才能を発揮。山下達郎が「日本で最も過小評価されているミュージシャン」、Mr.Childrenの桜井和寿が「天才であり最も尊敬するミュージシャンの一人」、德永英明や久保田利伸、コブクロの黒田俊介は「日本一歌が上手い」、スキマスイッチの大橋卓弥が「最も尊敬するボーカリスト」と評する。いきものがかりの水野良樹も自らの音楽活動が玉置のそれに多大な影響を受けたものであることを公言しており、Twitterで頻繁に玉置について言及している。1980年代から1990年代にかけて、玉置自身の私生活に関するスキャンダルが先行し、音楽的評価についてあまり語られることが少なかったが、近年は音楽人としての評価が高まり、改めて再評価される機運が高まっている。
- EXILEのATSUSHIは、TBS系列『EXILE魂』でゲスト出演した玉置の歌唱力に圧倒され、その後玉置の自宅マンションに訪問して歌唱指導を受けたり、玉置のライブを観に行ったりと、親交を深めている。EXILEの元メンバーである清木場俊介も、シングル『桜色舞うころ/メロディー』で玉置の楽曲をカバーしている。
- MIYAVIとは、フジテレビ系列『僕らの音楽』での共演以来意気投合し、玉置夫妻がMIYAVIのライブを観に行ったり、共に食事をしたりするなど、交友関係が深い。
- 森山良子と息子・森山直太朗と関係が深く、直太朗について子供の頃から知っている。1995年前後はほとんど自宅に帰らずに森山家で生活している状態だった。
- ASKAとは1993年に活動したUSED TO BE A CHILDを通じて知り合い、同じ1958年生まれということですぐに意気投合。CHAGE and ASKAのライブに玉置が飛び入り参加するなど交友が深い。ASKAは2012年に出版されたムック『ぴあ&ASKA』のインタビューで、デュエットしてみたい歌手として玉置の名を挙げている。2013年にASKAが一過性脳虚血症の疑いから入院した時は、ASKAと同じレコード会社で玉置の友人でもある德永英明と連絡を取り、見舞いの花束と直筆の手紙を送り激励した。2014年にASKAが覚せい剤取締法違反で逮捕された際には「今度こそ一緒に歌おうぜ」と再タッグを呼びかけた。ASKAも自身のブログで「化け物のようにうまいです。囁くようなウィスパーボイスから、パワーボイスまで、あんなに安定感のあるボーカリストはいません」と玉置の歌唱力を評価している[13]。
- 1980年代はアイラインやアイシャドー、チークなどで濃いめのメイクを施し、全身アルマーニのスーツを纏ったようなスタイルだったが、1990年代以降のソロ活動を始めたころからナチュラルメイクになり、シャツにジーンズなどより自然体なスタイルに変わり、1996年頃からは白髪を染めなくなり、2013年以降は長髪でのスタイルが主流となった。「髪色を非常に気にいっている」と歌番組などで語っている。
- 2014年7月9日放送のTBSテレビ『水曜日のダウンタウン』2時間スペシャル内で「音楽のプロ200人が選ぶ本当に歌が上手いランキング」と銘打って普段からアーティストの生歌を聞いている音響スタッフ、ミキサー、ボイストレーナーなどに対して行われたアンケート企画において25票を獲得し1位となった（2位は久保田利伸の18票、3位はSuperflyの15票）。
- 師弟関係のようなイメージで捉えられている井上陽水とはテレビなどで共演する事はほぼない。1992年正月にタモリ司会の特別番組「タモリの音楽STATION」（テレビ朝日）で共演し、ギター生演奏の弾き語りにて「夏の終りのハーモニー」を披露。これを間近で聞いたタモリは、「しみじみ芸能人になって良かった」と喜んでいた。玉置のソロデビューを境にプライベートでの接点はなくなっていった模様だが、2008年に玉置が長期療養にて入院中、事前連絡もなく陽水が見舞いに訪れたことが20年ぶりの再会だったという[14]。そのお礼にと、後日玉置は陽水へ手紙を書いたが、返事はなかったという。1981年に旭川で初めて安全地帯の演奏を聞いた時の印象について陽水は、「正直どこがいいのかよくわからなかった」と述べているが、最近になり、「玉置浩二は実は才能がある人物という事がわかってきた」と述べている。
- 主にマーティンやギブソン、バスカリーノなど、名門楽器メーカーのアコースティック・ギターを、レコーディングやライブで使用している。このような高価なギターは、通常は汗などによる劣化を避けるため、レコーディングのみで使用される場合が多いが、玉置は最高の音をファンに提供するため、惜しみなく使用している。ちなみに、バスカリーノは生産中止のため、入手が困難になった。自宅で作曲する際には、スペインで購入したクラシック・ギターを使用することが多いという。リズムをとり、叩いた衝撃で割れてしまったが、ガムテープを貼り愛用している。「このギターだと曲が浮かびやすいようである」と、妻の青田がテレビ出演時に語っている。
- 1980年代後半頃は、石橋貴明やタモリと夜な夜な飲み明かす関係で、ギターを持ち歩きながら行く先々で歌っていた。石橋と飲んでいた際に、その現場にたまたま演出家の久世光彦が遭遇し、後に玉置主演ドラマ「キツイ奴ら」出演が決まった。
- 発生する音に対して執拗なこだわりがあり、安全地帯のツアー時、「Friend」歌唱中に不注意からでたドラム音に対してメンバーを叱責。また、こだわるあまりにレコーディングについては徐々にスタジオ・ミュージシャンを使用しなくなり、自らが演奏出来る楽器（キーボード以外）については全て自らの演奏で録音するようになった（『CAFE JAPAN』から『今日というこの日を生きていこう』まで。『PRESENT』からツアーでのバックバンドメンバーをレコーディングに起用するようになった）。

### 安全地帯メンバーの玉置評（一部）
- 色々なものを探している。枠で収まらない。その時その時に正直な人（矢萩渉）
- 曲を作る時、エネルギーが来る時があるようで凄い（武沢侑昂）
- 感受性がめちゃくちゃ強い。泣いたり怒ったり、常にアンテナを張っていて疲れるだろうなと思う時もあるし、ナイーブな面もある（田中裕二）
- 真っ直ぐな人間（六土開正）

### 他アーティストへの提供
- 「ツアーをしないと気が済まない」と自負するほどのツアー好きで、テレビ・ラジオ出演などの傍ら年間30以上の公演を毎年敢行する。一方で、他のアーティストへ提供するための楽曲を制作している。体調不良などにより楽曲制作の中断を余儀なくされることもあったが、アルバム制作の時などは3日に1曲のハイペースで楽曲を完成させる。ただし、自身が主演したテレビドラマ『あいのうた』の主題歌「プレゼント」は制作に半月を要した。
- 元来「他の歌手に提供した楽曲はあくまでもその歌い手の物である」と割り切り、アンディ・ラウへの提供曲及びMISIAに提供した2曲以外はセルフカバーを行っていなかった。2012年の自主レーベル設立後のソロ活動第1弾として、セルフカバーアルバム『Offer Music Box』を発売。2014年9月には自身初となる、他のアーティストの楽曲をカバーしたアルバムの発売が決まった。

### 俳優活動
- 俳優デビュー作『プルシアンブルーの肖像』では、失語症の学校用務員という、人気絶頂のスターの初主演映画としては異例の役柄をあえて選んだ。当初は二枚目の役柄が多かったが、親交の深いとんねるずの看板番組である『とんねるずのみなさんのおかげです』ではコントをしたり、『サザエさん』の主題歌を真顔で歌うなど三枚目としての一面を見せることも多くなった。
- 1993年に所属事務所を移籍すると、柔軟性に富んだ演技が高く評価され始めた。1996年放送のNHK大河ドラマ『秀吉』の足利義昭役においては、その無能さを印象づけるため意図的に汚く饅頭を食したり、口を開けたまま他人の話を聞くなどインパクトを残した。また同年放送の『コーチ』ではザテレビジョン・ドラマアカデミー賞助演男優賞に選ばれたが、「自分は歌手である」ことを理由に受賞を辞退した。翌1997年に放送された『こんな恋のはなし』では大貧乏人を好演。これは再放送こそされたものの、ソフト化は実現しておらず、視聴者からは疑問の声が挙がっており、ソフト化への署名活動なども行われた。2005年放送の『あいのうた』では、病魔に侵されていく警察官を演じるために10kgの減量を敢行した。

### その他のエピソード
- 父方の曽祖父は、1895年に和歌山県から北海道雨竜郡一已村（現・深川市一已町）に屯田兵として入植した[15]。
- 祖母が民謡の歌手であった影響もあり、幼少期から音楽は身近なものであった。3歳にして恋愛に関する楽曲を作曲していたという。バンドを結成するきっかけとなったのはテレビで見たザ・タイガースであることを、音楽番組『ザ・ベストテン』に出演した際に語っている。また、その出演回で沢田研二と念願の対面を果たしている。
- 愛車は『メルセデス・ベンツ・Gクラス』。また、メンバーズクラブ会報には、愛車と思しき『プジョー・206CC』を運転する姿が掲載されている。
- バラエティ番組や音楽番組ではひょうきん、コミカルかつ癖のあるトークで場を沸かせる。王貞治や牧伸二のものまねをすることがある。一方、セニョール玉置やジェニーいとう、井森美幸、コロッケなどのタレントからものまねのネタにされている。
- 『ザ・ベストテン』では、トークを求められ「え、まぁ…」「え、○○○○…」と話し出す際に口癖である「え、」を連発したため、年末の総集編でネタとして取り上げられた。
- 『HEY!HEY!HEY! MUSIC CHAMP』では、終始笑顔でトーク中に特に脈絡もないまま唐突に笑い出し、司会のダウンタウンから「どこかに（押すと笑い出す）スイッチがあるのではないか」と指摘された。
- ビートたけしの詩集にあった「嘲笑」に作曲をし『北野ファンクラブ平成教育テレビスペシャル』の中で披露。その縁で、たけしの番組『ビートたけしのつくり方』や映画『教祖誕生』でたけしと共演した。
- 昭和のいる・こいるのファンであり、シングル曲『そんなもんだよしょうがない』を提供した（作詞：高田文夫）。
- 1990年代半ばは俳優としての活動も多忙であり、連続ドラマにも立て続けに出演。精神的な疲れもあり、仕事とプライベートの切り替えを求めて、1998年に軽井沢に移住。その後10年過ごす。玉置によると「移住当初は最高の環境であると思ったが、年々人との交流が減り、鳥の鳴き声さえもうるさく感じる様な鬱的な精神状態になり、再び東京に戻った」とのこと。
- 2010年実施の安全地帯・全国コンサートツアーの9月12日に福岡市で行われたコンサートにおいて、呂律が回らない状態となり何度も途中で演奏が中止される。それに対して野次を飛ばした観客と口論となり、見かねたバンドメンバーがステージを降り、結果的に公演が中止された[16]。玉置曰く「体調不良や服用した薬の副作用から精神的パニックになり、歓声が罵声に聴こえるなど幻聴のような症状があった」とのこと。2010年のツアー後半は、玉置の体調やコンディションが整わない状態の中進められたが、最終日の日本武道館公演まで予定通り遂行された。
- 映像作品「"GRAND LOVE" A LIFE IN MUSIC」内で、ライブ中、立ち上がって楽しむ観客に対して、大声で怒鳴る観客に注意を促し、楽曲「RELAX」を強く歌う姿・公演後の楽屋での様子が収められている（この時は立って楽しむことも構わないという発言をしている）。また、同ツアー中、一部公演にて公演中に突如ステージを降り、その結果コンサートは中止となった。
- 2000年頃の府中の森芸術劇場での公演中、立っている観客に対し、座った観客が見えないと声を荒げる場面があった後、やんわりと「難しい問題だけど穏やかに解決するといいよね」という趣旨で諭し、「碧い瞳のエリス」の弾き語りを行った。
- 2012年11月11日発売のスポーツ報知のインタビューにおいて私生活を赤裸々に告白した。デビュー30周年を機に安全地帯の解散を考えたこと、青田との間に子供をもうけようとしたが無精子症であることが判明したため、夫婦2人の関係を深める方針に改めたこと、尿酸値と中性脂肪の数値が高いため、「塩分控えめ」をモットーに生活することを決め、自主レーベル「SALTMODERATE」の名もその方針にあやかったものであることを明かした。
- 妻の青田は、玉置が30歳の頃に交際していた時期があり、「20年ぶりに電話して再会、それまで有った事を全て曝け出し合い、交際・結婚した」とテレビ番組内で青田が語った。
- 玉置は夜21時に就寝し、深夜2〜3時頃に起床。朝食前に作詞・作曲・物語などの創作をしている。家庭では自ら家事を行うこともあり、特に掃除・洗濯好きであるという。一日に5回着替えることもあり、その都度洗濯をするという。
- 金銭や物に執着がなく、高価なギターなど、気に入ったミュージシャンにプレゼントしてしまうこともある。
- 2020年、「玉置浩二ショー」にて心臓手術を受けていた事を明かした。

## 作品

### シングル
| 枚                           | 発売日         | タイトル                       | c/w                      | 順位          | 出典          | 収録アルバム                             |
| Kitty Records                | Kitty Records  | Kitty Records                  | Kitty Records            | Kitty Records | Kitty Records | Kitty Records                            |
| ---------------------------- | -------------- | ------------------------------ | ------------------------ | ------------- | ------------- | ---------------------------------------- |
| 1st                          | 1987年7月25日  | All I Do                       | Only You                 | 10位          |               | All I Do                                 |
| 2nd                          | 1989年1月25日  | キ・ツ・イ                     | “Hen”                    | 7位           |               | 安全地帯/玉置浩二 ベスト                 |
| 3rd                          | 1989年3月25日  | 氷点                           | Will...                  | 12位          |               | 安全地帯/玉置浩二 ベスト                 |
| 4th                          | 1989年7月25日  | I'm Dandy                      | Sendenfor                | 10位          |               | 安全地帯/玉置浩二 ベスト                 |
| 5th                          | 1989年11月20日 | 行かないで                     | スケジュール             | 16位          |               | 安全地帯/玉置浩二 ベスト                 |
| 6th                          | 1993年1月30日  | コール                         | 大切な時間               | 22位          |               | あこがれ                                 |
| Sony Records                 |                |                                |                          |               |               |                                          |
| 7th                          | 1993年8月21日  | 元気な町                       | カリント工場の煙突の上に | 41位          |               | カリント工場の煙突の上に                 |
| 8th                          | 1994年11月11日 | LOVE SONG                      | 星になりたい             | 35位          |               | LOVE SONG BLUE                           |
| 9th                          | 1995年6月21日  | STAR                           | 正義の味方               | 90位          |               | LOVE SONG BLUE CAFE JAPAN                |
| 10th                         | 1996年5月21日  | メロディー                     | 愛を伝えて               | 49位          |               | CAFE JAPAN                               |
| 11th                         | 1996年7月21日  | 田園                           | 働こうよ                 | 2位           |               | CAFE JAPAN                               |
| 12th                         | 1997年8月6日   | MR.LONELY                      | FIGHT OH!                | 15位          |               | JUNK LAND                                |
| ファンハウス                 |                |                                |                          |               |               |                                          |
| 13th                         | 1998年5月21日  | ルーキー                       | BELL                     | 49位          |               | GRAND LOVE                               |
| 14th                         | 1998年10月3日  | HAPPY BIRTHDAY〜愛が生まれた〜 | 愛だったんだよ           | 69位          |               | GRAND LOVE                               |
| BMGファンハウス              |                |                                |                          |               |               |                                          |
| 15th                         | 1999年11月3日  | 虹色だった                     | 夢のようだね             | 26位          |               | ニセモノ                                 |
| 16th                         | 2000年3月23日  | Aibo                           | ジェスチャー             | 54位          |               | ニセモノ                                 |
| 17th                         | 2001年3月28日  | このリズムで                   | 願い (Live Version)      | 96位          |               | スペード                                 |
| Sony Records                 |                |                                |                          |               |               |                                          |
| 18th                         | 2004年6月9日   | しあわせのランプ               | 7:30am                   | 83位          |               | JUNK LAND 今日というこの日を生きていこう |
| 19th                         | 2005年1月13日  | 愛されたいだけさ               | 名前のない空を見上げて   | 35位          |               | 今日というこの日を生きていこう           |
| 20th                         | 2005年10月5日  | いつもどこかで                 | 発散だー!!               | 48位          |               | PRESENT                                  |
| 21st                         | 2005年11月2日  | プレゼント                     | おいでよ 僕の国へ        | 13位          |               | PRESENT                                  |
| 22nd                         | 2006年3月15日  | Lion                           | 夜想                     | 60位          | [ 17 ]        | PRESENT                                  |
| 23rd                         | 2007年6月27日  | 惑星                           | Monkey Trick             | 67位          | [ 18 ]        | 惑星                                     |
| 23rd                         | 2007年6月27日  | 惑星                           | ディララ                 | 67位          | [ 18 ]        | 惑星                                     |
| SALTMODERATE                 |                |                                |                          |               |               |                                          |
| 24th                         | 2013年4月24日  | 純情                           | 次男坊                   | 62位          | [ 19 ]        | ALL TIME BEST                            |
| 25th                         | 2013年11月27日 | サーチライト                   | スイカの種 feat.沖仁     | 32位          | [ 20 ]        | GOLD                                     |
| 日本コロムビア / BETTER DAYS |                |                                |                          |               |               |                                          |
| 26th                         | 2022年5月18日  | 星路                           |                          | 23位          | [ 21 ]        |                                          |
| 27th                         | 2022年10月19日 | Beautiful World feat.絢香      |                          | 26位          |               |                                          |

### コラボレーション・シングル
| 名義                     | 発売日         | タイトル                | c/w              | 発売元                     |
| ------------------------ | -------------- | ----------------------- | ---------------- | -------------------------- |
| 髙橋真梨子 with 玉置浩二 | 1992年11月21日 | 貴方が生きたLove Song   | 夕暮れにルージュ | ビクターエンタテインメント |
| マリーン & 玉置浩二      | 1993年6月16日  | 終わらないで I Love You | 窓〜愛は終らない | 東芝EMI                    |
| 森山良子・玉置浩二       | 1994年2月21日  | 手の中に…               | 愛のそばへ       | Sony Records PEOPLE        |
| 堀田家BAND               | 2013年11月6日  | サヨナラ☆ありがとう     | -                | ジェイ・ストーム           |

### オリジナル・アルバム
| 枚              | 発売日         | タイトル                       | 順位          | 出典          |
| Kitty Records   | Kitty Records  | Kitty Records                  | Kitty Records | Kitty Records |
| --------------- | -------------- | ------------------------------ | ------------- | ------------- |
| 1st             | 1987年8月10日  | All I Do                       | 2位           |               |
| 2nd             | 1993年3月24日  | あこがれ                       | 4位           |               |
| Sony Records    |                |                                |               |               |
| 3rd             | 1993年9月22日  | カリント工場の煙突の上に       | 17位          |               |
| 4th             | 1994年12月12日 | LOVE SONG BLUE                 | 18位          |               |
| 5th             | 1996年9月13日  | CAFE JAPAN                     | 4位           |               |
| 6th             | 1997年9月21日  | JUNK LAND                      | 9位           |               |
| ファンハウス    |                |                                |               |               |
| 7th             | 1998年5月27日  | GRAND LOVE                     | 12位          |               |
| BMGファンハウス |                |                                |               |               |
| 8th             | 2000年4月26日  | ニセモノ                       | 19位          |               |
| 9th             | 2001年3月28日  | スペード                       | 25位          |               |
| Sony Records    |                |                                |               |               |
| 10th            | 2005年2月16日  | 今日というこの日を生きていこう | 26位          |               |
| 11th            | 2006年4月5日   | PRESENT                        | 26位          | [ 17 ]        |
| 12th            | 2007年8月1日   | 惑星                           | 30位          | [ 22 ]        |
| SALTMODERATE    |                |                                |               |               |
| 13th            | 2014年3月19日  | GOLD                           | 28位          | [ 23 ] [ 24 ] |

### ライブ・アルバム
| 枚                 | 発売日         | タイトル                                                                    | 順位         | 出典         |
| Sony Records       | Sony Records   | Sony Records                                                                | Sony Records | Sony Records |
| ------------------ | -------------- | --------------------------------------------------------------------------- | ------------ | ------------ |
| 1st                | 1995年9月21日  | T                                                                           | 49位         |              |
| 2nd                | 2005年7月27日  | LIVE!! 「今日というこの日を生きていこう」                                   | 64位         |              |
| 3rd                | 2006年8月30日  | 06 PRESENT TOUR LIVE 発散だー!!                                             | 60位         |              |
| 4th                | 2008年3月26日  | KOJI TAMAKI ’07 LIVE ☆惑星☆                                                 | 154位        | [ 25 ]       |
| SPACE SHOWER MUSIC |                |                                                                             |              |              |
| 5th                | 2015年12月16日 | 玉置浩二LIVE旭川市公会堂                                                    | 73位         | [ 26 ]       |
| 6th                | 2024年2月21日  | 玉置浩二 Concert Tour 2022 故郷楽団 35th ANNIVERSARY 〜星路(みち)〜 in 仙台 | 40位         |              |

### セルフカバー/カバーアルバム
| 枚                 | 発売日          | タイトル                 | 順位            | 出典            |
| BMGファンハウス    | BMGファンハウス | BMGファンハウス          | BMGファンハウス | BMGファンハウス |
| ------------------ | --------------- | ------------------------ | --------------- | --------------- |
| 1st                | 1999年2月24日   | ワインレッドの心         | 11位            |                 |
| SALTMODERATE       |                 |                          |                 |                 |
| 2nd                | 2012年10月24日  | Offer Music Box          | 31位            | [ 27 ] [ 28 ]   |
| SPACE SHOWER MUSIC |                 |                          |                 |                 |
| 3rd                | 2014年12月3日   | 群像の星 〜GREAT STARS〜 | 31位            | [ 29 ] [ 30 ]   |
| 日本コロムビア     |                 |                          |                 |                 |
| 4th                | 2020年12月23日  | Chocolate cosmos         | 21位            | [ 12 ] [ 31 ]   |

### ベスト・アルバム
| 枚                       | 発売日         | タイトル                                              | 順位          | 出典          |
| Kitty Records            | Kitty Records  | Kitty Records                                         | Kitty Records | Kitty Records |
| ------------------------ | -------------- | ----------------------------------------------------- | ------------- | ------------- |
| 1st                      | 1994年8月25日  | 安全地帯/玉置浩二 ベスト                              |               |               |
| 2nd                      | 1995年8月25日  | 玉置浩二ベスト・ソングス・フォー・ユー                |               |               |
| Kitty Enterprises        |                |                                                       |               |               |
| 3rd                      | 1997年4月25日  | EARLY TIMES〜KOJI TAMAKI IN KITTY RECORDS             |               |               |
| Sony Records             |                |                                                       |               |               |
| 4th                      | 1998年12月2日  | 田園 KOJI TAMAKI BEST                                 | 19位          |               |
| BMG JAPAN                |                |                                                       |               |               |
| 5th                      | 2003年5月21日  | Best Harvest                                          | 65位          |               |
| ユニバーサルミュージック |                |                                                       |               |               |
| 6th                      | 2003年11月26日 | ゴールデン☆ベスト 玉置浩二 アーリー・タイムズ・プラス |               |               |
| Sony Music Direct        |                |                                                       |               |               |
| 7th                      | 2011年12月21日 | GOLDEN☆BEST 玉置浩二 1993-2007                        | 229位         | [ 32 ]        |
| 8th                      | 2017年5月17日  | ALL TIME BEST                                         | 11位          | [ 33 ] [ 34 ] |
| ステレオサウンド         |                |                                                       |               |               |
| 9th                      | 2020年3月22日  | 玉置浩二ベスト                                        |               | [ 35 ]        |
| Sony Music Direct        |                |                                                       |               |               |
| 10th                     | 2022年7月25日  | THE BEST ALBUM 35th ANNIVERSARY 〜メロディー〜        | 12位          |               |

### 映像作品
| 枚              | 発売日        | タイトル                                                                                             | 出典                 |
| Kitty Records   | Kitty Records | Kitty Records                                                                                        | Kitty Records        |
| --------------- | ------------- | --- | -------------------- |
| 1st             | 1987年11月1日 | "All I Do" Filmed in U.K                                                                             |                      |
| Sony Records    |               | |                      |
| 2nd             | 1995年11月1日 | 最高でしょ?                                                                                          |                      |
| 3rd             | 1997年3月21日 | SHALL I MAKE T FOR YOU? CAFE JAPAN TOUR                                                              |                      |
| BMGファンハウス |               | |                      |
| 4th             | 1998年3月21日 | WE CAN BELIEVE IN OUR "JUNK LAND"                                                                    |                      |
| 5th             | 1999年2月24日 | "GRAND LOVE" A LIFE IN MUSIC                                                                         |                      |
| 6th             | 2001年7月25日 | このリズムで                                                                                         |                      |
| Sony Records    |               | |                      |
| 7th             | 2005年11月2日 | 「今日というこの日を生きていこう」 LIVE in Zepp Tokyo                                                |                      |
| 8th             | 2006年12月5日 | '06「PRESENT」 TOUR LIVE                                                                             |                      |
| 9th             | 2008年3月26日 | KOJI TAMAKI '07 ☆惑星☆ TOUR LIVE                                                                     | [ 25 ]               |
| 10th            | 2014年4月2日  | KOJI TAMAKI MUSIC VIDEOS 1996-2013                                                                   | [ 36 ] [ 37 ] [ 38 ] |
| 11th            | 2015年6月10日 | GOLD TOUR 2014                                                                                       | [ 39 ]               |
| 12th            | 2021年8月18日 | Chocolate cosmos 〜恋の思い出、切ない恋心                                                            |                      |
| 13th            | 2021年12月8日 | billboard classics PREMIUM SYMPHONIC CONCERT 2021『THE EURASIAN RENAISSANCE “КАПЕЛЬ”(カペーリ)』LIVE |                      |
| 日本コロムビア  |               | |                      |
| 14th            | 2023年8月2日  | 玉置浩二 35th ANNIVERSARY CONCERT Special Collections "Arcadia" & "星路 (みち)"                      |                      |

### 参加作品
- USED TO BE A CHILD（1993年）
  - 僕らが生まれた あの日のように
- 60 CANDLES（1997年）
  - ある日渚に
- YOSUI TRIBUTE（2004年）
  - 白い一日
- Keiko Lee sings super standards 2（2012年）
  - Smile
- 沖仁「Dialogo [ディアロゴ] 〜音の対話〜」（2013年）
  - 屋根の下のSmile con 玉置浩二
- TETSUYA KOMURO EDM TOKYO（2014年）[40][41]
  - 2.EDM TOKYO 2014 feat. KOJI TAMAKI
- STATEMENT TOUR FINAL at NAGOYA CENTURY HALL
  - いかないで collaboration with 玉置浩二（2014年）
- 亀渕友香「古稀 modernism」（2014年）
  - 影を慕いて with 玉置浩二
- 亀渕友香「古稀 edutainment」（2014年）
  - ゆりかごのうた with 玉置浩二
- Salyu 20th Anniversary Tribute Album "grafting"（2024年）
  - to U from NHK BSプレミアム「玉置浩二ショー」2016.12.25

### 提供作品
特記以外は全て作曲
あ
- 石川セリ
  - 「愛の分量」
  - 「昔イタリアで」
- 石川ひとみ
  - 「恋」
  - 「置き忘れたメモリー」（アルバム『プライベート』収録）
  - 「恋はダイスまかせ」（シングル『メモリー』B面収録）
- 五木ひろし
  - 「終着駅」（作曲）
- 伊藤麻衣子
  - 「優しい絆」
- 岩崎宏美
  - 「わたしに戻るとき」
  - 「Morning Breeze」
  - 「ことづけ」（アルバム『私・的・空・間』に収録）
- 宇井かおり
  - 「ありがとうではじめよう」
- 大泉洋
  - 「あの空に立つ塔のように」（作曲）[42]
- 太田貴子
  - 「夏にあわてないで」
  - 「美人物語」
  - 「再会イン・ザ・Rain」
- 荻野目洋子
  - 汚れた靴のイニシャル
    - 東映映画「公園通りの猫たち」主題歌、同サウンドトラック収録

  - 想い出には早すぎる
    - 東映映画「公園通りの猫たち」挿入歌、同サウンドトラック収録
- 奥田圭子
  - 「夢ください―知・的・優・遊―」（作曲）
    - パイロット万年筆CMソング・東映映画「パンツの穴」挿入歌
- 小椋佳
  - 「かなうなら夢のまゝで」（映画「櫂」イメージ・ソング）

か
- GAO
  - 「「月」に吠える朝」（テレビドラマ『引っ越せますか』主題歌）
- 片山誠史
  - 「忘れるなんてできない」
  - 「僕の涙にキスをした」
- 川越美和
  - 「夢だけ見てる」
- 貴島サリオ
  - 「スロー・ドライビン In Stardust」（アルバム『SARIO2』に収録）
- 杏子
  - 「DISTANCIA〜この胸の約束〜」
- KinKi Kids
  - 「むくのはね」（作詞・作曲）[43][44]
- King & Prince
  - 「We are young」[45]
- 研ナオコ
  - 「ホームレス」（作詞・作曲）[46]
- 香西かおり
  - 「無言坂」（1993年第35回日本レコード大賞受賞曲）
  - 「すき」
  - 「標ない道」
- 小林麻美
  - 「哀しみのスパイ」
  - 「アネモネ」
- 小柳ルミ子
  - 「乱」
  - 「泣かないから」

さ
- 斉藤由貴
  - 「白い炎」（テレビドラマ『スケバン刑事』主題歌）
  - 「悲しみよこんにちは」（テレビアニメ『めぞん一刻』主題歌）
  - 「あまのじゃく」
- 沢田研二
  - 「強いHEART」
- ジェロ
  - 「セレナーデ」[47]
- SHOGO
  - 太陽
- 昭和のいる・こいる
  - 「そんなもんだよしょうがない」
- 涼風真世
  - 「眠りの果て」
- 鈴木雅之
  - 「& You」
  - 「泣きたいよ」[48]
- SixTONES
  - 「虹、僕」（ジェシーのソロ曲）

た
- 高橋みなみ
  - 「ティンクル」（作詞・作曲）[49]
- 田原俊彦
  - 「色男 SEXY NIGHT」
- TOKIO
  - 「NaNaNa (太陽なんていらねぇ)」[50]
- とんねるず
  - 「この瞬間（とき）から今…」
  - 「SOMEDAY」
  - 「あの娘にKnock」
  - 「星降る夜にセレナーデ」
  - 「あした元気になーれ」

な
- 中島美嘉
  - 「花束」（作詞・作曲）[51]
- 中村あゆみ
  - 「あゆみ」
- 中森明菜
  - 「雨のレクイエム」
  - 「アサイラム」
  - 「サザン・ウインド」（第17回全日本有線放送大賞・上半期）
  - 「哀愁のMidnight」
  - 「さよならじゃ終わらない」
  - 「永遠の扉」
  - 「陽炎」

は
- パク・ヨンハ
  - 「Truth」[52]
- 白竜
  - 「愛してんじゃない」
- 原田芳雄
  - 「Bright Light,in the sea」
- 平原綾香
  - 「マスカット」（作詞・作曲）[53]
- V6
  - 「愛なんだ」
- 本田恭章-
  - 「サヨナラのSEXY BELL」

- 堀ちえみ
  - 「秘密-SECRET-」（アルバム『Strawberry Heart』収録）

ま
- 松永夏代子
  - 「メランコリーの軌跡」
    - 劇場版アニメ『うる星やつら4 ラム・ザ・フォーエバー』主題歌
- 松田聖子
  - 「ローゼワインより甘く」
- MIE
  - 「窓辺から」
  - 「シャンプー」（共に作曲）
- MISIA
  - 「名前のない空を見上げて」
  - 「虹のラララ」
- 本木雅弘
  - 「最後に涙はみたくない」

や
- 薬師丸ひろ子
  - 「胸の振子」
  - 「交叉点 〜そう それがそう〜」
- 柳葉敏郎
  - 「ima just gumba（がんばろう）」
- 由紀さおり
  - 「恋祭」

### タイアップ一覧
| 曲名                           | タイアップ                                                                                       | 出典                 |
| ------------------------------ | ------------------------------------------------------------------------------------------------ | -------------------- |
| 1989年                         |                                                                                                  |                      |
| キ・ツ・イ                     | TBS系ドラマ『キツイ奴ら』主題歌                                                                  | [ 34 ] [ 54 ]        |
| 氷点                           | テレビ朝日開局30周年記念ドラマ『氷点』主題歌                                                     | [ 34 ] [ 55 ]        |
| I'm Dandy                      | MIASS CMソング                                                                                   | [ 34 ]               |
| I'm Dandy                      | 映画『右曲がりのダンディー』主題歌                                                               | [ 34 ]               |
| 行かないで                     | フジテレビ開局30周年記念ドラマ『さよなら李香蘭』主題歌                                           | [ 34 ] [ 56 ]        |
| 1992年                         |                                                                                                  |                      |
| 貴方が生きたLove Song          | TBS系『ムーブ』エンディングテーマ                                                                |                      |
| 1993年                         |                                                                                                  |                      |
| コール                         | 映画『ナースコール』主題歌                                                                       | [ 34 ]               |
| 終わらないで I Love You        | 日本テレビ『スーパーテレビ情報最前線』エンディングテーマ                                         |                      |
| 元気な町                       | 三菱地所CMイメージソング                                                                         | [ 34 ]               |
| LOVE SONG                      | 日本テレビ系ドラマ『おれはO型・牡羊座』主題歌                                                    | [ 34 ] [ 57 ]        |
| 星になりたい                   | 日本テレビ系ドラマ『おれはO型・牡羊座』挿入歌                                                    | [ 57 ]               |
| 1994年                         |                                                                                                  |                      |
| SACRED LOVE                    | 関西テレビ・フジテレビ系ドラマ「愛と疑惑のサスペンス『夢の帰る場所』」挿入歌・エンディングテーマ |                      |
| 1996年                         |                                                                                                  |                      |
| メロディー                     | TBS系『筑紫哲也 NEWS23』エンディングテーマ                                                       | [ 34 ] [ 58 ]        |
| メロディー                     | TBS系ドラマ『メロディ』挿入歌                                                                    | [ 34 ] [ 58 ]        |
| 愛を伝えて                     | NHK総合『バラエティーざっくばらん』1995年5月度テーマソング                                       |                      |
| 田園                           | フジテレビ系ドラマ『コーチ』主題歌                                                               | [ 34 ] [ 59 ] [ 60 ] |
| 1997年                         |                                                                                                  |                      |
| MR.LONELY                      | フジテレビ系ドラマ『こんな恋のはなし』主題歌                                                     | [ 34 ] [ 61 ]        |
| 1998年                         |                                                                                                  |                      |
| ルーキー                       | 大鵬薬品工業『チオビタドリンク2000』CMソング                                                     | [ 34 ]               |
| HAPPY BIRTHDAY〜愛が生まれた〜 | 日本メナード化粧品「ジュピエル モイストベールN」CMソング                                         | [ 34 ]               |
| 愛だったんだよ                 | NHK「みんなのうた」1998年8月 - 9月放送曲                                                         | [ 62 ]               |
| 1999年                         |                                                                                                  |                      |
| 虹色だった                     | テレビ朝日系ドラマ『はみだし刑事情熱系PARTIV』主題歌                                             | [ 34 ] [ 63 ]        |
| 夢のようだね                   | レオパレス21 CMソング                                                                            |                      |
| 2004年                         |                                                                                                  |                      |
| しあわせのランプ               | テレビ朝日系『いまどき!ごはん』エンディングテーマ                                                | [ 34 ] [ 64 ]        |
| 2005年                         |                                                                                                  |                      |
| いつもどこかで                 | フジテレビ系秋のスペシャルドラマ『飛鳥へ、そしてまだ見ぬ子へ』主題歌                             | [ 34 ] [ 65 ] [ 66 ] |
| プレゼント                     | 日本テレビ系ドラマ『あいのうた』主題歌                                                           | [ 34 ] [ 67 ] [ 68 ] |
| 2006年                         |                                                                                                  |                      |
| Lion                           | よみうりテレビ・日本テレビ系アニメ『エンジェル・ハート』第2期オープニングテーマ                  | [ 17 ] [ 34 ] [ 69 ] |
| 2007年                         |                                                                                                  |                      |
| 惑星                           | TBS系『2時っチャオ!』8・9月度エンディングテーマ                                                  |                      |
| 2013年                         |                                                                                                  |                      |
| サーチライト                   | 日本テレビ系ドラマ『東京バンドワゴン〜下町大家族物語』エンディングテーマ                         | [ 70 ] [ 71 ]        |
| 2018年                         |                                                                                                  |                      |
| みんな夢の中                   | NHK BSプレミアム『花へんろ 特別編「春子の人形」』主題歌                                          | [ 72 ]               |
| 2022年                         |                                                                                                  |                      |
| 星路（みち）                   | 映画『大河への道』主題歌                                                                         | [ 73 ]               |

## 出演作品

### テレビドラマ
- 並木通りの男〜アイラブユーからはじめよう（1988年、フジテレビ）[74]
- キツイ奴ら（1989年、TBS）[54]- 小山内完治 役
  - キツイ奴ら! スペシャル 栄冠は君に輝く（1990年、TBS）[75]- 小山内完治 役
- 世にも奇妙な物語シリーズ（フジテレビ）
  - 世にも奇妙な物語 第3シリーズ「ハイ・ヌーン」（1992年）[76] - 主演・男 役
  - 世にも奇妙な物語 秋の特別編「マニュアル警察」（1999年）[77] - 主演・只野一郎 役
- 金曜ドラマシアター 実録犯罪史シリーズ「最期のドライブ 富山長野女子高生・OL連続誘拐殺人事件」（1992年6月26日、フジテレビ） - 河野武司 役[78]
- フィリッピーナを愛した男たち（1992年12月、フジテレビ）[79]
- みんな夢の中〜ある偽ハマクラ伝（1992年、関西テレビ）[80]
- 愛の降る街・領収書物語2（1993年、関西テレビ）[81]
- 愛と疑惑のサスペンス（関西テレビ）
  - 「いのちの誘拐」（1994年1月24日） - 山村一夫 役 ※友情出演[82]
  - 「夢の帰る場所」（1994年2月21日） - 主演・裕司（タクシー運転手） 役[83]
- 最後の弾丸（1995年、NHK BS2 / 1996年、NHK総合）[84] ※日豪合作
- 秀吉（1996年、NHK総合 大河ドラマ）[85] - 足利義昭 役
- コーチ（1996年、フジテレビ）[59] - 三国清太郎 役
  - ドラマスペシャル コーチ（1997年、フジテレビ）[86] - 三国清太郎 役
- 土曜ドラマ（NHK総合）
  - 「ぜいたくな家族」（1996年）[87][88]
  - 「もうひとつの心臓」（1997年）[89][90] - 北村広司 役
- メロディ（1997年、TBS） - 桜木信太郎 役[91]
- こんな恋のはなし（1997年、フジテレビ）[61] - 下平孝之助 役
- 古畑任三郎3rd season　第36回「雲の中の死」（1999年、フジテレビ）[92] - 臺修三 役
- 盲導犬クイールの一生（2003年、NHK総合）[93] - 渡辺満 役
- あいのうた（2005年、日本テレビ）[67] - 片岡優二 役
- P&Gパンテーンドラマスペシャル「フォルティッシモ―また逢う日のために―」（2011年、BSフジ）[94]
- 東京バンドワゴン〜下町大家族物語（2013年、日本テレビ）[70] - 堀田我南人 役

### 映画
- プルシアンブルーの肖像（1986年） - 萩原秋人 役[95]
- ふ・た・り・ぼ・っ・ち（1988年）[96] - 武田和也 役
- 右曲がりのダンディー（1989年）[97] - 一条まさと 役
- 教祖誕生（1993年） - 駒村哲治 役[98]
- 霧の子午線（1996年）[99] - 高尾耕介 役
- ロマンス（1996年）[100] - 柴田 役
- 恋は舞い降りた。（1997年） - 天使 役[101]
- Zアイランド（2015年） - ゾンビ 役 ※愛情出演[102][103]

### 音楽
- NHK紅白歌合戦（NHK総合・ラジオ第1）
  - #NHK紅白歌合戦出場歴参照
- HEY!HEY!HEY! MUSIC CHAMP（フジテレビ、2004年6月14日）
- FNS歌謡祭（フジテレビ）
  - 2010 FNS歌謡祭（2010年12月4日）
  - 2012 FNS歌謡祭（2012年12月5日）
  - 2014 FNS歌謡祭（2014年12月3日）
- FNSうたの夏まつり（フジテレビ）
  - 2012 FNSうたの夏まつり（2012年8月8日）
  - 2013 FNSうたの夏まつり（2013年7月31日）
  - 2014 FNSうたの夏まつり（2014年8月13日）
- 玉置浩二ショー（2015年2月 - 、NHK BSプレミアム）[8]

### テレビアニメ
- エンジェル・ハート（2006年、読売テレビ） - 福留裕介 役 ※エンディングテーマを担当したことで友情出演

### バラエティ
- ビートたけしのつくり方（1993年、フジテレビ） - 玉置浩二 役 ※本人役
- FNS27時間テレビ 女子力全開2013 乙女の笑顔が明日をつくる!!（2013年8月4日、フジテレビ）

### CM
- 大王製紙エリス（1985年）
- 太陽誘電That's オーディオテープ（1987年）
- JT Sometimes MIASS（1988年）
- 月桂冠花鳥風月あの頃へ（1992年）
- トヨタ自動車クレスタ（1996年）- 沢田研二、高橋幸宏と3人で「タイム・イズ・オン・マイ・サイド」を演奏しCD化された(非売品）。
- 協和発酵本格泡盛アジアン（1997年）
- キリンビバレッジ缶コーヒージャイブ（1997年）
- オンワード樫山23区（1999年）
- 江崎グリコアーモンドチョコレート / マカダミアチョコレート（2003年）

## NHK紅白歌合戦出場歴
| 年度   | 放送回 | 回 | 曲目             | 出演順   | 対戦相手         | 備考        | 歌手別視聴率 |
| ------ | ------ | -- | ---------------- | -------- | ---------------- | ----------- | ------------ |
| 1996年 | 第47回 | 初 | 田園             | 13/25    | 松田聖子         |             | 59.9%（1位） |
| 2020年 | 第71回 | 2  | 田園（2回目）    | 特別企画 | （松任谷由実）   | トリ前      | 41.9%（7位） |
| 2024年 | 第75回 | 3  | 悲しみにさよなら | 特別企画 | （対戦相手なし） | トリ前（2） |              |

## 受賞歴
1996年
- 第10回ザテレビジョンドラマアカデミー賞 助演男優賞（希望により辞退）（『コーチ』）